# Feliu Formosa

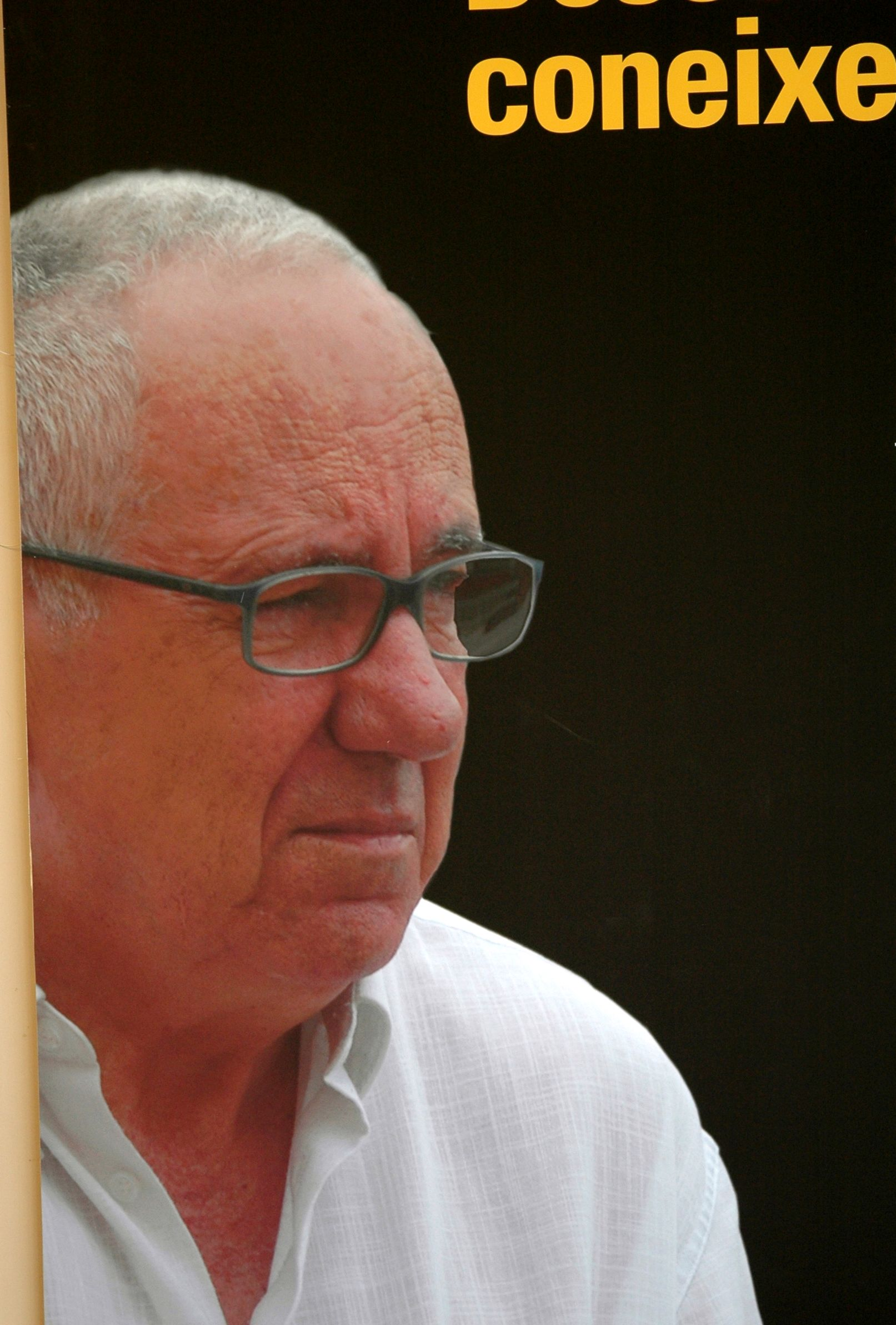
Feliu Formosa

Feliu Formosa i Torres (* 10. September 1934 in Sabadell) ist ein katalanischer Schriftsteller. Als Lyriker, Dramaturg, Essayist und Übersetzer gehört er zu den bedeutenden katalanischen Autoren der Gegenwart. 

## Leben
Formosa studierte Romanische Philologie in Barcelona und Germanistik in Heidelberg, wo er 1959–60 einen Lehrauftrag am Übersetzungsinstitut innehatte. Ab 1960 war er als Regisseur und Schauspieler zunächst in unabhängigen Theatergruppen, danach an verschiedenen Theatern in Terrassa und Barcelona tätig, ab 1975 auch als Dozent am Institut del Teatre de la Diputació de Barcelona, wo er bis 2000 lehrte.
Ebenfalls in den 60er Jahren begann seine Arbeit als Übersetzer literarischer Werke. Bis zum heutigen Tag hat Feliu Formosa über hundert Bände vorwiegend aus dem Deutschen ins Katalanische und auch ins Spanische übersetzt, darunter etwa Lessings Hamburger Dramaturgie, Schillers Räuber und Maria Stuart, ausgewählte Dramen und Erzählungen Kleists, Wagners Tannhäuser, Wedekinds Die Büchse der Pandora, Musils Der Mann ohne Eigenschaften (Teil III), Kafkas Prozeß, Stücke von Karl Valentin, Brechts sämtliche Bühnenwerke, Peter Weiss’ Marat/Sade, Klaus Manns Mephisto oder Thomas Bernhards Heldenplatz. Seine Übertragungen deutschsprachiger Lyrik ins Katalanische umfassen zwei Sammelbände mit Gedichten aus dem 16. bis 19. und aus dem 20. Jahrhundert (als Herausgeber und Mitübersetzer), die Anthologie deutscher Kampfgedichte »A la paret escrit amb guix« [Auf der Mauer stand mit Kreide] (gemeinsam mit Artur Quintana), Trakls dichterisches Werk, Brechts Bückower Elegien und andere Gedichte sowie, ins Spanische, einen Band mit Lyrik von Heine. 
Als Lyriker ist Formosa seit den 70er Jahren hervorgetreten. Nach seinem Debütband Albes breus a les mans [Kurze Morgendämmerungen in den Händen] (1973) sind fünfzehn weitere Bände von ihm erschienen, außerdem die gesammelten Gedichte bis 2002 unter dem Titel Darrere el vidre [Hinter dem Fensterglas] (2004). Seine Lyrik zeichnet sich durch eine klare, unperätenziöse Sprache aus, die Gedankenlyrik mit realistischen Elementen verbindet und dabei ihren engen Bezug zu Expressionismus und Surrealismus nicht leugnet.

## Auszeichnungen
Feliu Formosa ist mit zahlreichen Preisen ausgezeichnet worden, darunter mit dem Premi Carles Riba für Lyrik, dem Nationalpreis für das übersetzerische Gesamtwerk durch das Spanische Kulturministerium (1994), dem Premi Nacional de Teatre de la Generalitat de Catalunya (2002), dem Premi d’Honor de les Lletres Catalanes (2005) [Ehrenpreis der katalanischen Literatur] u. v. m.; außerdem ist er Träger der Creu de Sant Jordi, des höchsten Verdienstordens der katalanischen Regierung. 2011 erhielt er den Friedrich-Gundolf-Preis der Deutschen Akademie für Sprache und Dichtung für die Vermittlung deutscher Kultur im Ausland.

## Übersetzungen
Eine Auswahl seiner Lyrik erschien 2010 in der Zeitschrift Akzente (Heft 4) in der Übertragung von Àxel Sanjosé.